# Estadio municipal Guillermo Amor
El estadio municipal Guillermo Amor es un estadio deportivo de la ciudad de Benidorm (Alicante), en España, construido en 1968.
Su antiguo nombre era Estadio Municipal de Foietes o simplemente Foietes, pero su nombre fue cambiado en 2010 en honor a Guillermo Amor, uno de los deportistas más famosos que ha nacido en la ciudad.
La instalación deportiva tiene una capacidad de 9000 personas.
Era el estadio del Benidorm Club de Fútbol, desaparecido en 2011, y actualmente el del Racing Club de Fútbol Benidorm.
También ha acogido grandes conciertos como: Bruce Springsteen, The Rolling Stones, Elton John, Andrés Calamaro, Fito & Fitipaldis o Los Mojinos Escozios.